# Novi di Modena
Novi di Modena (Nóv in dialetto novese) è un comune italiano di 10 222 abitanti della provincia di Modena in Emilia-Romagna, situato a nord del capoluogo.
Fa parte dei quattro comuni dell'Unione delle Terre d'Argine. Il comune si trova all'interno della bassa modenese.

## Storia
Come testimoniato da reperti archeologici, il territorio novese risultava insediato già in epoca romana, mentre vi sono scarse testimonianze relativamente all'Alto Medioevo, probabilmente per una situazione di crisi economica-sociale fino all'inizio del dominio longobardo e alla diffusione dei conventi benedettini. Già nel 848 compare il toponimo di Vicolongo, antico villaggio medievale situato al confine con la frazione di San Giovanni di Concordia sulla Secchia, che nel 911 venne fortificato a seguito dell'autorizzazione del re d'Italia Berengario I.
Il primo documento che cita un Castrum Nove, sorto vicino alla pieve di San Michele, risale all'anno 979 e riguarda un contratto sottoscritto dal vescovo di Reggio Emilia. Tale castello venne rafforzato nel XIII secolo, data la sua collocazione strategica a confine tra i territori amministrati dalle famiglie Estensi, Gonzaga, Pico e Pio, spesso in battaglia fra loro. Il castello di Novi fu attaccato nel 1249 da Simone di Bonifacio Manfredi, dato alle fiamme nel 1307 da Azzo VIII d'Este e raso al suolo nel 1537 da Ercole I d'Este.
Gestito da famiglie nobili, tra cui i Pio di Carpi, la città di Novi visse nella prosperità conseguente alla ripresa economica-culturale del luogo, poi passò nel 1530 sotto gli Estensi fino all'arrivo di Napoleone Bonaparte. Nel Settecento venne introdotta la coltivazione del riso.
Durante i moti del 1830-1831 del Risorgimento avvenne una battaglia tra l'esercito estense di Francesco IV d'Este e quello piemontese guidato da Antonio Morandi. Con l'Unità d'Italia venne assegnato al circondario di Mirandola della provincia di Modena, passando nel 1895 al circondario di Modena.
A cavallo tra il XIX e il XX secolo a Novi di Modena vi furono grandi lotte dovute alla crisi agraria, che portarono alla nascita di cooperative e sindacati di matrice socialista o cattolica. Durante la seconda guerra mondiale il territorio novese fu teatro di numerose azioni della Resistenza locale ai danni delle forze d'occupazione naziste e dei loro alleati fascisti repubblicani. Proprio quest'ultimi, alle prime ore del 7 agosto 1944, si resero responsabili nella frazione di Rovereto sulla Secchia dell'eccidio passato alla storia come strage degli intellettuali.
Novi di Modena è stato colpito dai terremoti dell'Emilia del 2012, in particolare dal sisma del 29 maggio 2012 che nel comune hanno causato una vittima, vari danni alle strutture industriali ed agricole, e lesionato tutti gli edifici del centro storico. Il giorno 29 maggio, all'interno del territorio comunale di Novi di Modena, è avvenuto un terremoto di magnitudo 5.2, successiva alla scossa principale della giornata, di 5.8, mentre nel giorno 3 giugno, sempre a Novi, è stato registrato l'epicentro del terremoto delle 21.20 con magnitudo 5.1.

## Società

### Evoluzione demografica
Abitanti censiti

### Etnie e minoranze straniere
Gli stranieri residenti nel comune sono 2 001, ovvero il 17,4% della popolazione. Di seguito sono riportati i gruppi più consistenti:
1. Cina, 739
2. Pakistan, 411
3. Marocco, 274
4. India, 134
5. Romania, 122
6. Tunisia, 59
7. Ucraina, 48
8. Moldavia, 34
9. Ghana, 21
10. Polonia, 21.

### Lingue e dialetti
Oltre alla lingua italiana, a Novi di Modena è utilizzato il locale dialetto novese, una variante dell'emiliano.

## Monumenti e luoghi d'interesse

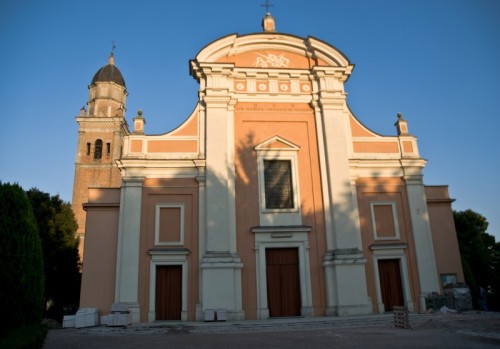
Chiesa Parrocchiale di San Michele Arcangelo - Pre sisma 2012

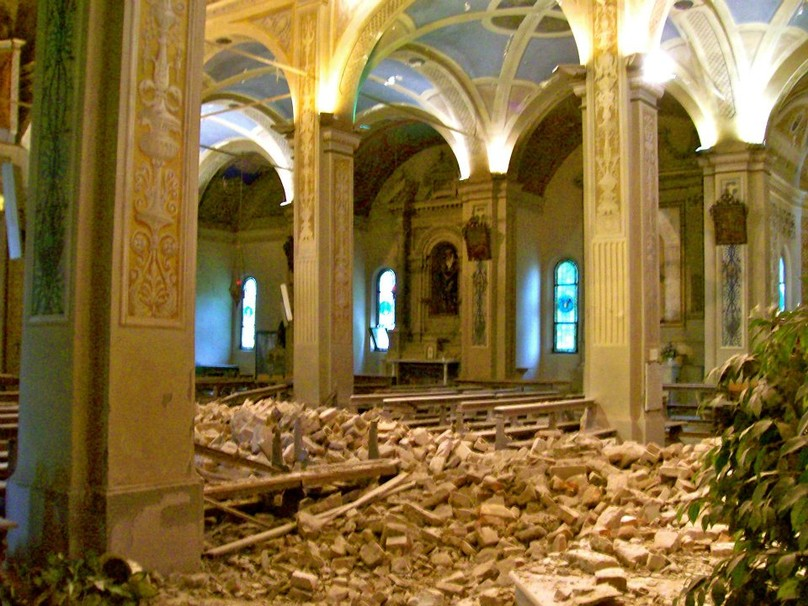
Interno Chiesa di San Michele Arcangelo - Post sisma 2012

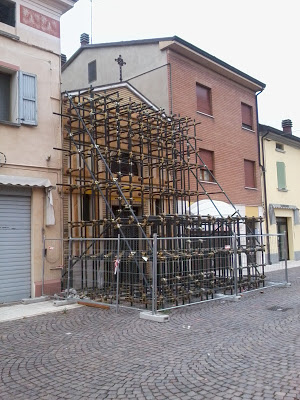
Oratorio di San Gaetano - Post sisma 2012

Nel comune sono presenti vari edifici di importanza storica e pregio artistico.

### Architetture religiose
- Chiesa Parrocchiale di San Michele Arcangelo.[11] È tra gli edifici più antichi e rilevanti quasi isolato dal centro abitato. La struttura risale alla metà del 1600. Con l'alta torre campanaria (40 m) è il risultato di un rifacimento dell'antica pieve di Santa Maria Maddalena (che risale al 980). A testimonianza della primitiva pieve sono conservati e visitabili i resti absidali poligonali della fondazione preromanica e di quelli semicircolari romanici, trovati nel corso di scavi archeologici nel 1993. Della pieve romanica si conserva la grande lastra col bassorilievo del Cristo in gloria, ritenuta un'opera di scultura campionese del XII secolo. Dopo restauri l’intera decorazione pittorica è divenuta maggiormente fruibile. Importanti sono le cappelle di fine 800 e le navate del 1923. Nel presbiterio l'altare maggiore è in stile barocco, ed è opera di scagliolisti del 700. Davanti alla nuova mensa vi sono pregiati marmi policromi. I due paliotti del 1600 sono attribuiti al Barzelli. L'altare del Cristo morto è pregevole con marmi pregiati del 700 e l'ancona della Madonna del Rosario di fine 800 è opera dell'ultimo scagliolista carpigiano, Stefano Diacci. Tra i dipinti San Michele Arcangelo del 700, martirio di San Sebastiano, San Francesco, di scuola guercinesca, Sant'Antonio Abate, forse di Daniele Crespi e San Luigi Gonzaga di incerta attribuzione.

- Oratorio di San Gaetano. Posto nel centrale corso Marconi, sino al 1500 era denominato del borgo. Conserva interessanti dipinti, tra questi una tavola settecentesca con la Madonna della Ghiara (venerata a Reggio Emilia). La diffusione del suo culto è probabilmente legata alla lunga appartenenza di Novi alla diocesi di Reggio. L'oratorio era certamente presente quando ancora vi era il castello.
- Chiesa di Santa Caterina nella frazione di Rovereto sulla Secchia

### Architetture civili

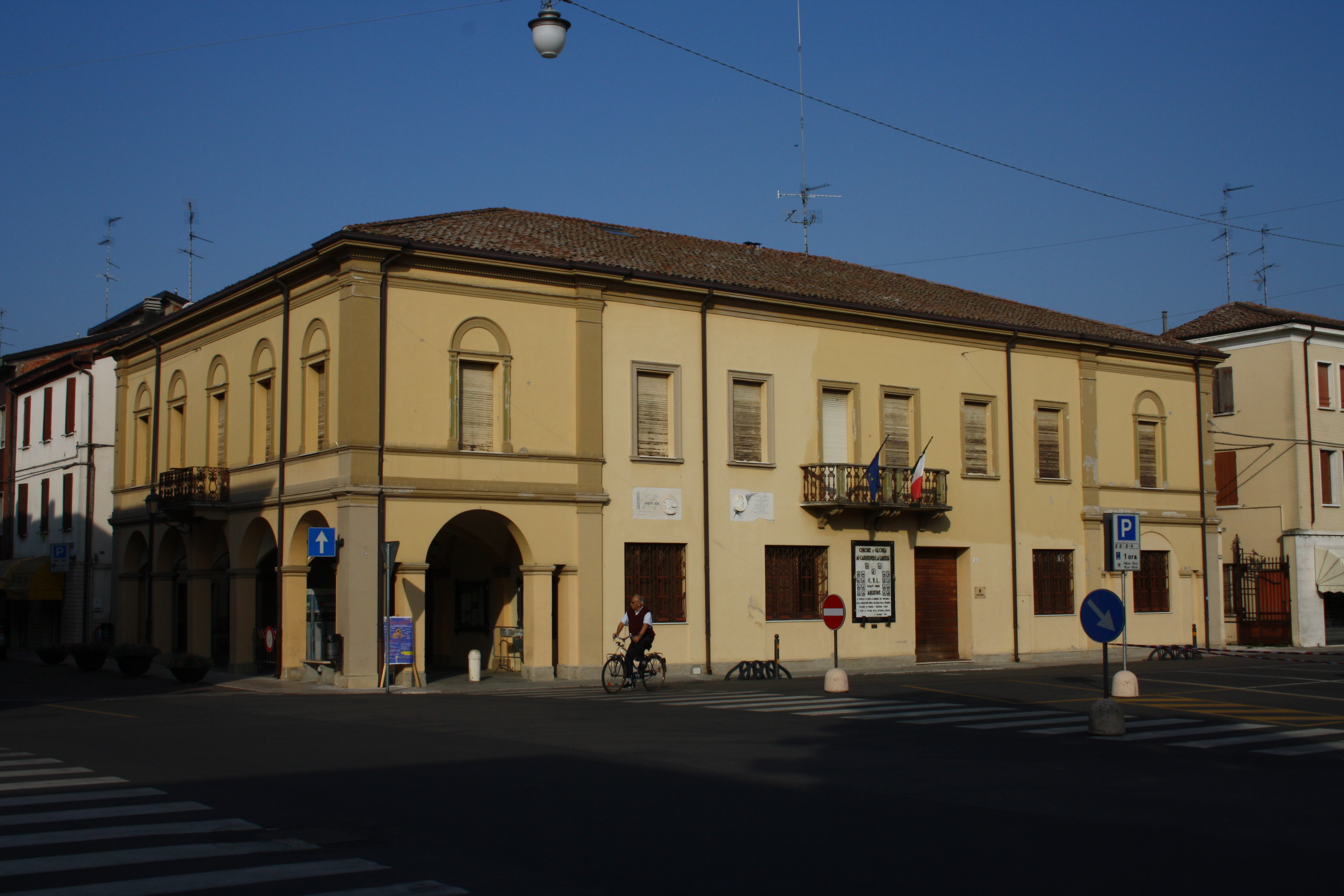
Palazzo Comunale - Pre sisma 2012

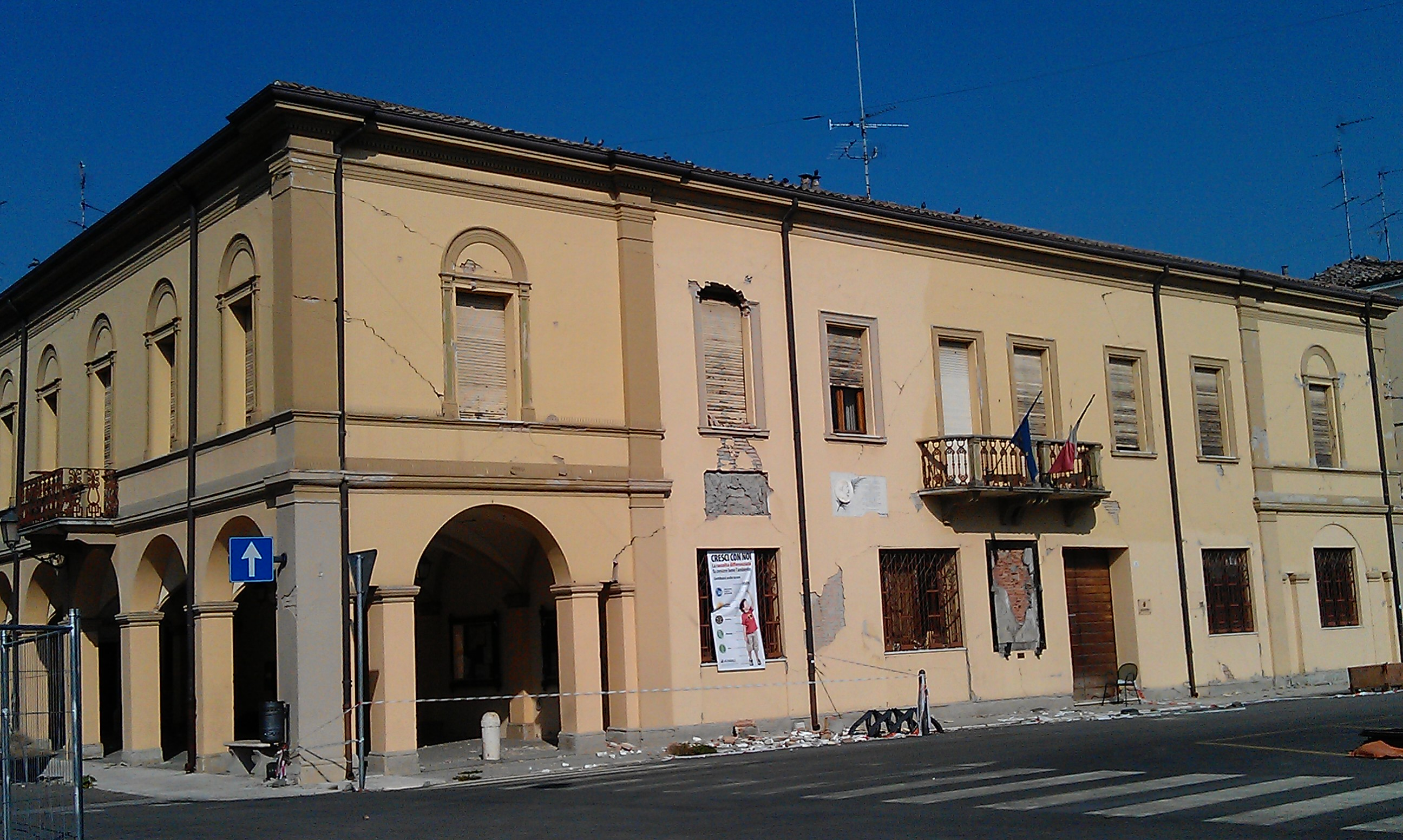
Palazzo comunale - Post sisma 2012

- Palazzo Comunale. Fu edificato nel 1840 all'inizio del borgo come stazione di posta per il cambio dei cavalli e come sede del capoposta, con ampio porticato. In origine possedeva un abbeveratoio per i cavalli. Varie volte ristrutturato, in stile classicheggiante, si presenta con la facciata rivolta a sud.

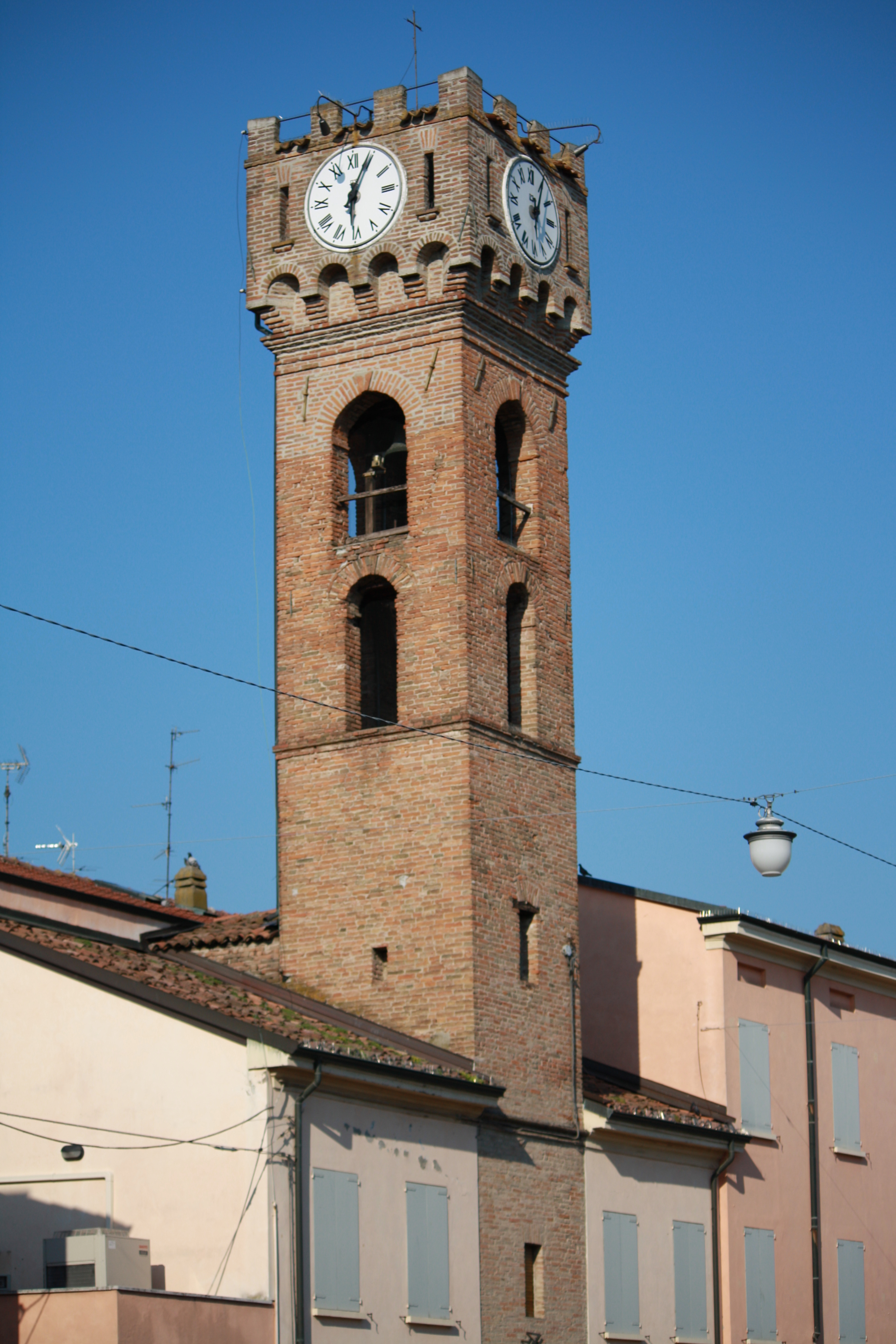
Torre Orologio - Pre sisma 2012

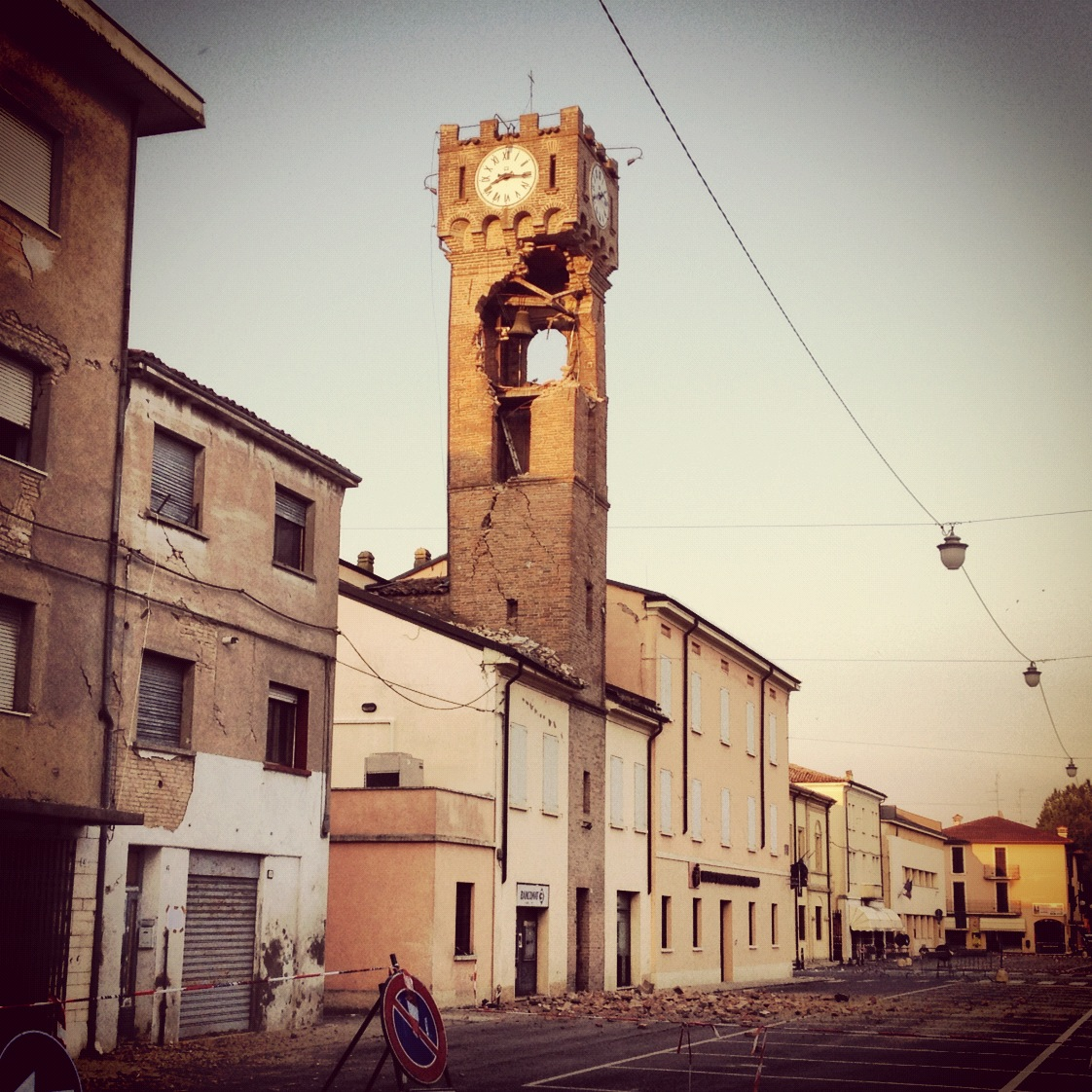
Torre civica, dopo la scossa del 29 maggio 2012

- Torre dell’Orologio. Si trova in piazza Primo Maggio. Risale alla prima metà del 1700, fu costruita all'ingresso sud dell'abitato. Ha una doppia cella campanaria. La torre era in origine priva di merli e presentava due soli quadranti. Verso la fine degli anni '20 fu ristrutturata da Pietro Pivi, e fu dotata dei caratteristici quattro quadranti. Al suo interno è conservata una campana donata alla comunità di Novi da Alberto Pio nel 1523. La torre dell'orologio è stata gravemente danneggiata con le scosse del 29 maggio 2012, ed è crollata il 3 giugno 2012 con la scossa di magnitudo 4.8 delle 21.20.

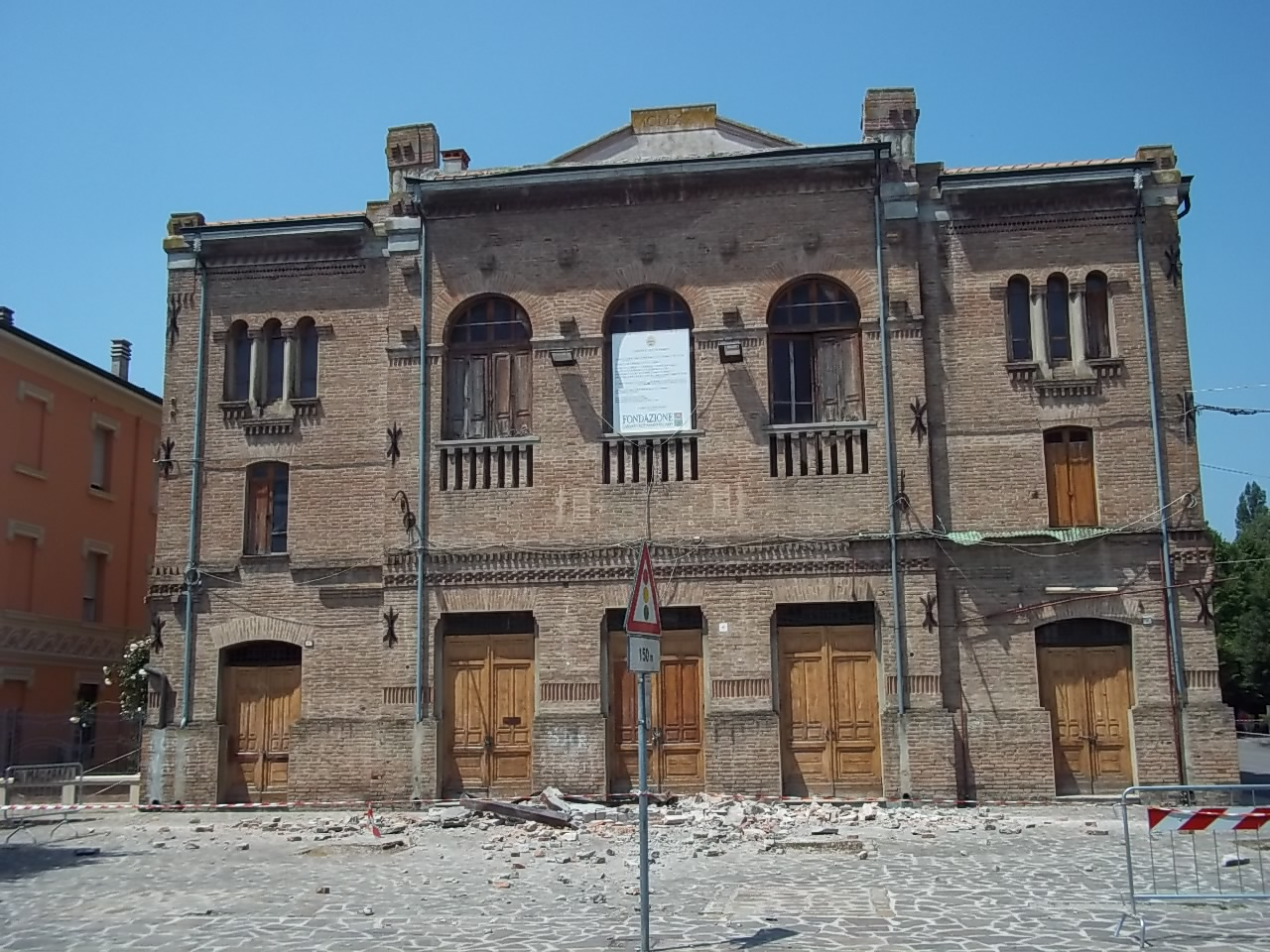
Teatro Sociale - Post sisma 2012

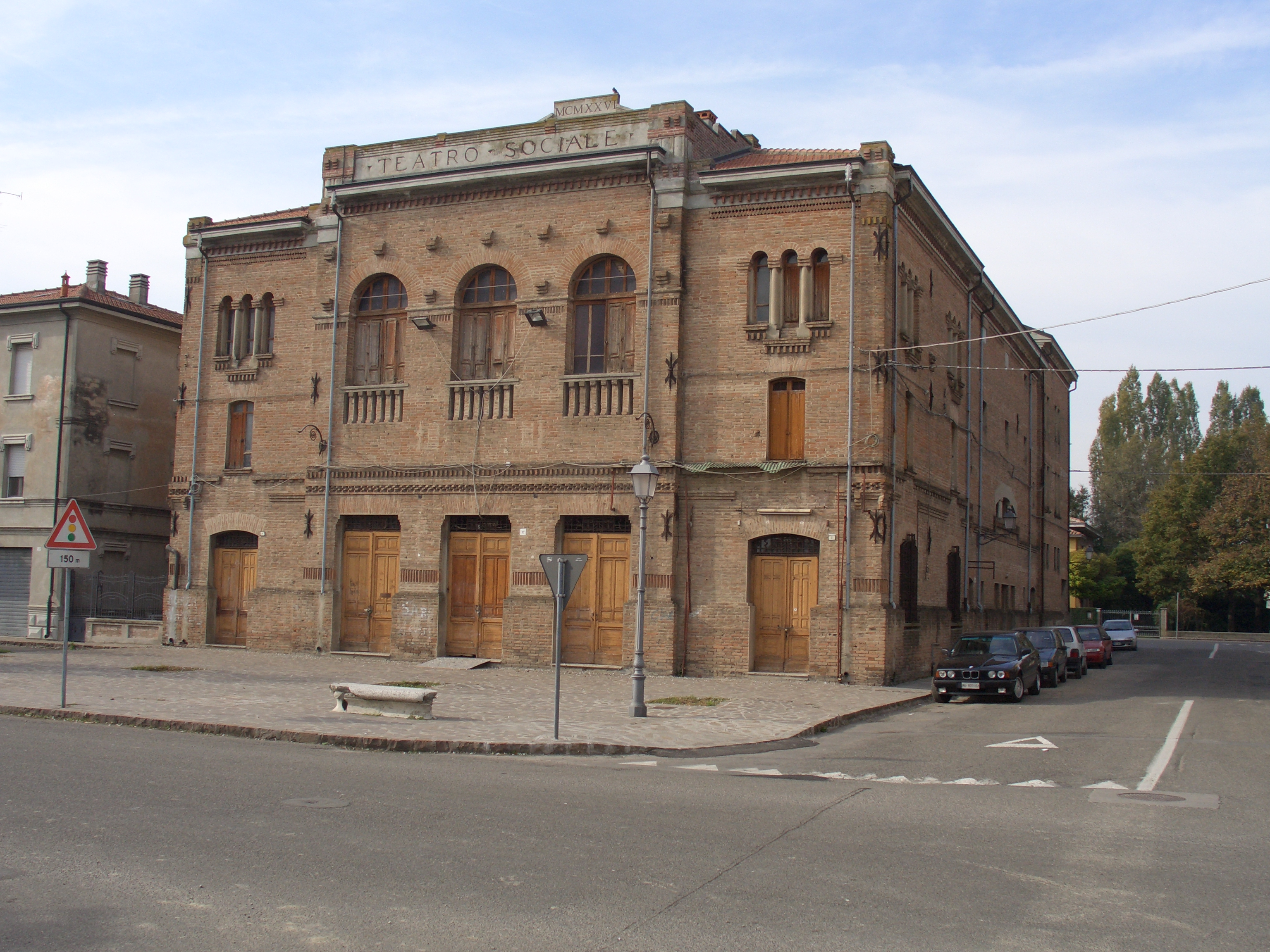
Teatro Sociale - Pre sisma 2012

- Teatro Sociale. È il più ampio edificio pubblico del centro, progettato dall'architetto Pietro Pivi e terminato nel 1926. L'interno imita la struttura di celebri teatri, con tre ordini di galleria, grande palcoscenico e ricchezza di decorazioni, specialmente nel grande soffitto circolare.  È inagibile, in attesa di restauri.

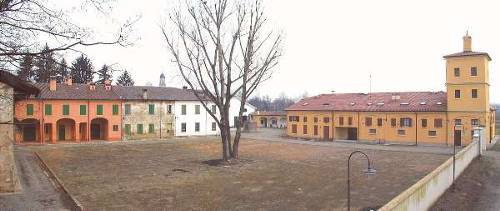
Villa delle Rose

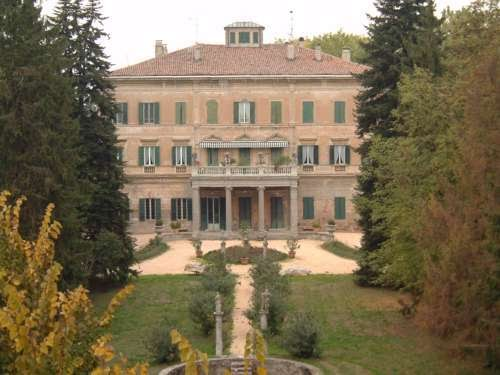
Villa delle Rose

- Villa delle Rose si presenta come una delle residenze più eleganti e aristocratiche del modenese. Fu edificata per volere del conte Carlo Testi a iniziare dal 1815, su progetto di un architetto inglese. Occupa una vasta area e possiede strutture di servizio come cantine, scuderia, torre colombaia e vari ambienti per il personale di servizio. C'è anche un grande parco giardino. Un loggiato con colonnato di ordine dorico porta al grande salone da ricevimento in stile neoclassico. Il soffitto affrescato è ben conservato.

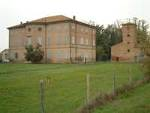
Villa Facci

- Villa Facci si trova vicino a ponte Garbese. Fu edificata dalla famiglia Facci ad iniziare dal 1805 su progetto dell'architetto parmense Rasori. Di aspetto severo e strutturalmente compatto, conserva alcune sale riccamente affrescate.

## Economia
Già nel Settecento fu introdotta la coltivazione del riso che favorì l'impiego di un largo numero di braccianti, quasi tutte donne con il ruolo di Mondina. Il comune di Novi fa oggi parte del distretto della maglieria di Carpi ed è anche da annoverarsi la produzione di scale.

## Amministrazione
| Periodo          | Periodo        | Primo cittadino  | Partito                                 | Carica  | Note   |
| ---------------- | -------------- | ---------------- | --------------------------------------- | ------- | ------ |
| 12 maggio 1985   | 22 aprile 1995 | Elvio Vezzani    | PCI, PDS                                | Sindaco | [ 12 ] |
| 23 aprile 1995   | 12 giugno 1999 | Simona Vaccari   | sinistra                                | Sindaco | [ 12 ] |
| 16 novembre 1997 | 26 maggio 2007 | Daniela Malavasi | L'Ulivo, centro-sinistra                | Sindaco | [ 12 ] |
| 27 maggio 2007   | 11 giugno 2017 | Luisa Turci      | PD                                      | Sindaco | [ 12 ] |
| 12 giugno 2017   | in carica      | Enrico Diacci    | NOI Lista Civica - Unione Modena Civica | Sindaco | [ 12 ] |